# Іван XXI
Іва́н XXI (лат. Ioannes; бл. 1215 — 20 травня 1277) — 187-й Папа Римський (1276—1277). Архієпископ Бразький (1272—1275). Кардинал-єпископ Фраскатський (1273—1276). Єдиний португалець на папському престолі. Представник шляхетного дому Реболу. Народився в Лісабоні, Португалія. Син португальського канцлера і лікаря Жуліана Реболу. Один із найосвіченіших людей свого часу. Випускник Паризького університету. Викладач медицини в Сієнському університеті. Особистий лікар папи Григорія X (1271—1276). Радник португальського короля Афонсу III. Обраний новим папою після смерті Адріана V. За свого понтифікату безуспішно намагався організувати новий хрестовий похід до Святої Землі. Сприяв переговорам про об'єднання зі східними православними церквами. Організував місію до Золотої Орди з метою навернути її населення до християнства. Помер у Вітербо, Папська держава. Похований у Вітербоському соборі. Автор праць з логіки і гербології; написав «Summulae Logicales», популярний підручник з логіки Арістотеля. Світське ім'я — Пе́дру Жуліа́н (порт. Pedro Julião).

## Імена
- Іва́н (лат. Ioannes) — латинське ім'я папи.
- Пе́дру Жуліа́н Ребо́лу (порт. Pedro Julião Rebolo) — світське португальське ім'я.
- Петро́ Юліа́н (лат. Petrus Iulianus) — світське ім'я латиною.
- Петро́ Бра́зький (лат. Ioannes Bracarensis) — латинське ім'я за назвою катедри в Бразі.
- Петро́ Іспа́нець (лат. Petrus Hispanus) — прізвисько за назвою країни походження (за римською традицією «Іспанія» — назва усього Піренейського півострова).

## Біографія

### До обрання папою
Педру народився між 1210 і 1220, ймовірно у Лісабоні, Португалія. Він походив з португальського шляхетного роду Реболу, був сином канцлера Юліана Реболу та його дружини Мор Мендіш.
Педру навчався у єпископській школі. Пізніше вступив до Сорбонни, де вивчав медицину, теологію, діалектику Арістотеля, логіку, фізику та метафізику.
З 1245 по 1250 він стає відомим як Петро Іспанець, викладаючи медицину в університеті Сієни, де він написав твір Summulae Logicales, що став підручником логіки Арістотеля для європейських університетів на 300 років. Ставши відомим ученим, Педру повертається до Лісабона. При дворі короля Португалії Афонсу III стає його радником у церковних питаннях, а пізніше пріором Гімарайша.
Педру був особистим лікарем папи Григорія X (1271–76).
1272 року, у віці 62 років, Педру був призначений на посаду архієпископа Бразького, на якій залишався до травня 1275 року. За цей час, 3 червня 1273 року папа надав йому титул кардинала-єпископа Фраскатського.

### Понтифікат
Після смерті папи Адріана V був обраний папою конклавом кардиналів. Один з небагатьох його актів стосувався скасування декрету, прийнятого Другим Ліонським собором щодо заборони вживання їжі та вина кардиналами, якщо вони затягують з обранням нового папи.
Під час свого правління папа намагався організувати новий Хрестовий похід, робив спроби досягнути миру між християнськими народами, а також навернути татар у християнство.
Помер і був похований у Вітербо